# Mad Tracks
Mad Tracks – gra zręcznościowo-wyścigowa, stworzona przez firmę Load Inc. Premiera światowa gry odbyła się 5 stycznia 2006 roku. W Polsce pojawiła się 20 października tego samego roku. Została ona również wydana na Xbox Live Arcade w dniu 30 maja 2007.

## Rozgrywka
Gra dzieli się na 4 tryby rozgrywki: Przygodowy, Arkadowy, Bitewny i Internetowy. W zależności od trybu gra jest grą jednoosobową bądź wielosoobową. Tryb Przygodowy jest tym przeznaczonym dla 1 gracza. Jego celem jest wygrywanie kolejnych zawodów w celu odblokowywania kolejnych tras, broni i samochodów do Trybu Arkadowego, będącego trybem gry wieloosobowej dla maksymalnie 4 graczy na tym samym komputerze w trybie split screen (podzielony ekran). Tryb Bitewny nie jest od początku dostępny w grze. Do jego odblokowania potrzeba flag znajdujących się na 4 wybranych trasach. Zawiera 4 cykle zawodów łączących 5 podobnych tematycznie tras z każdego z krajów w grze: Francji (zawody drużynowe), Niemiec (wyścigi), Anglii (wszystkie oprócz wyścigów) i USA (nietypowe rodzaje wyścigów). Dostępne są też rozgrywki internetowe w sieci (LAN lub internet LAN).

## Rodzaje zawodów
- Wyścig – Najczęstszy rodzaj zawodów. Dzieli się na 6 rodzajów:
  - Tor – Zawodnicy mają do przebycia 2 lub 3 okrążenia, wygrywa pierwszy, który ukończy okrążenia.
  - Sprint – Zawodnicy jeżdżą z punktu A do punktu B. Wygrywa pierwszy, który dojdzie do punktu B.
  - Eliminacja – Na każdym okrążeniu toru ostatni zawodnik odpada. Wygrywa ostatni pozostały.
  - Wyścig z czasem – Gracz jedzie samotnie i ma przyjechać do mety w określonym czasie.
  - Krykiet – Zawodnicy przejeżdżają przez bramki krykietowe. Wygrywa pierwszy samochód na mecie.
  - Bobsleje – W trakcie wyścigu silnik nie jest ładowany, więc zawodnicy muszą wykorzystać warunki toru bobslejowego, by dojść do mety. Wygrywa pierwsza osoba, która dojdzie do mety na samym dole planszy.
- Deathmatch – Każdy zawodnik ma 3 życia i musi pozbawiać przeciwników ich żyć poprzez zrzucanie ich z areny. Wygrywa ostatni, który utrzyma chociaż 1 życie.
- Kręgle – Gracze muszą zbić jak najwięcej Waz z Dynastii Ming, by móc wygrać.
- Piłka nożna – Grają 2 drużyny do 4 zawodników w każdej. Wygrywa drużyna, która szybciej strzeli 3 bramki.
- Cukiernia – Gracze zbierają rozsiane na planszy cukierki. Wygrywa ten, który ich zebra najwięcej.
- Skoki do celu – Zawodnicy lecą w kierunku ogromnej tarczy do rzutek, w celu wylądowania najbliżej środka planszy, za co zdobywają najwięcej punktów. Wygrywa ten, który zdobędzie najwięcej punktów.
- Studnia – Gracze próbują się wydostać ze studni zalewanej przez wodę. Wygrywa pierwszy, który wydostanie się ze studni.
- Wyrzucanie obiektów – Zawodnicy wyrzucają ze stołu wszystkie rzeczy na ziemię. Wygrywa ten, który zrzuci najwięcej przedmiotów.
- Bilard – 2 drużyny próbują wepchnąć do łuz 7 swoich bil: pomarańczowe lub niebieskie. Wygrywa drużyna, która to zrobi szybciej.
- Beastie Balls – Na owalnej arenie gracze próbują unikać lecących piłeczek, których co 5 sekund przybywa. Wygrywa ostatni, który nie dostanie piłką.
- Golf – Zawodnicy próbują wsadzić piłkę do dołka. Wygrywa pierwsza osoba, która to zrobi.
- Moje balony – 2 drużyny walczą o zabarwienie wszystkich 3 specjalnych balonów ich kolorami. Za to zdobywa się punkt. Gra się do 3.
- Do nieba – Zawodnik ma za zadanie dostać się na górę do mety, tymczasem dopóki nie znajdzie się na finiszu musi obawiać się spadających na niego zabawek.
- Śródmieście – Zawodnicy wyjeżdżający z dachu wysokiego budynku na niżej położone budowle ma za zadanie minąć jak najwięcej punktów kontrolnych. Zwycięża zawodnik, który zdobył najwięcej punktów.
- Złap mnie – Zabawa w policjantów i złodziejów. Zawodnik musi utrzymać się przez minutę jako złodziej.
- The Persuaders – Wyścig drużynowy, 1 drużyna ma pokonać 3 okrążenia na torze w ciągu 100 sekund, a 2 drużyna musi im w tym przeszkodzić. Wygrywa drużyna, która wykona swoje zadanie.
- Mój sposób – Zawodnicy mają pokonać w dowolnej kolejności wszystkie punkty kontrolne i na końcu dojść do mety. Wygrywa ten osobnik, który jako pierwszy dojdzie do mety.